# Джефф Астл
Джефф Астл (англ. Jeff Astle, нар. 13 травня 1942, Іствуд — пом. 19 січня 2002, Бертон-апон-Трент) — англійський футболіст, що грав на позиції нападника. Одна з легенд клубу «Вест-Бромвіч Альбіон», за команду якого забив 174 голи в усіх турнірах, та отримав від місцевих вболівальників прізвисько Король (англ. King). Грав за національну збірну Англії.
Володар Кубка Англії і Кубка англійської ліги.

## Клубна кар'єра
У дорослому футболі дебютував 1961 року виступами за команду клубу «Ноттс Каунті», в якій провів три сезони, взявши участь у 103 матчах чемпіонату. Більшість часу, проведеного у складі «Ноттс Каунті», був основним гравцем атакувальної ланки команди.
Своєю грою за цю команду привернув увагу представників тренерського штабу клубу «Вест-Бромвіч Альбіон», до складу якого приєднався 1964 року за 25 тисяч фунтів. Відразу став основним нападником нової команди і відіграв за клуб з Вест-Бромвіча наступні дев'ять сезонів своєї ігрової кар'єри. У складі «Вест-Бромвіч Альбіона» був одним з головних бомбардирів команди, маючи середню результативність на рівні 0,47 голу за гру першості (137 голів у 292 матчах). Висока ефективність нападника забезпечила йому «зірковий» статус під час виступів за клуб та статус клбуної легенди після завершення кар'єри. В останні роки виступів за «Вест-Бром» результати Естла погіршилися через низку травм і проблеми з відновленням після них, тож 1973 року 31-річний форвард залишив команду.
Частину 1973 року провів граючи за південноафриканський клуб «Гелленік», згодом повернувся до Англії, де виступав за нижчолігові «Данстейбл Таун» та «Веймаут». Остаточно завершив виступи на футбольному полі 1976 року.

## Виступи за збірну
1969 року дебютував в офіційних матчах у складі національної збірної Англії. Протягом кар'єри у національній команді, яка тривала усього 2 роки, провів у формі головної команди країни 5 матчів, в яких відзначитися забитими голами не зміг.
У складі збірної був учасником чемпіонату світу 1970 року в Мексиці.

## Подальше життя і смерть
Після завершення кар'єри футболіста займався підприємництвом, мав бізнес з прибирання промислових приміщень у місті Бертон-апон-Трент.
Помер 19 січня 2002 року на 60-му році життя в будинку своєї доньки. За висновком коронера смерть сталася внаслідок проблем з головним мозком, причиною яких була велика кількість мікротравм, отриманих під час футбольної кар'єри. Нападник багато грав головою, що з огляду на відносну важкість шкіряних м'ячів, які використовувалися в роки його ігрової кар'єри, особливо за умов вологого поля, регулярно призводило до невеликих струсів мозку. Смерть було кваліфіковано як таку, що сталася внаслідок професійних травм.

## Титули і досягнення

### Командні
- Володар Кубка Англії (1):

«Вест-Бромвіч Альбіон»: 1967/68
- Володар Кубка англійської ліги (1):

«Вест-Бромвіч Альбіон»: 1965/66

### Особисті
- Найкращий бомбардир чемпіонату Англії (1): 1969/70 (25 голів)[1]